# When Romance Rides
When Romance Rides er en amerikansk stumfilm fra 1922 af Eliot Howe, Charles O. Rush og Jean Hersholt.

## Medvirkende
- Claire Adams som Lucy Bostil
- Carl Gantvoort som Lin Slone
- Jean Hersholt som Joel Creech
- Harry von Meter som Bill Cordts
- Charles Arling som Bostil
- Mary Jane Irving som 'Bostie' Bostil
- Tod Sloan som Holley